# Brachiacantha bollii
Brachiacantha bollii är en skalbaggsart som beskrevs av George Robert Crotch 1873. Brachiacantha bollii ingår i släktet Brachiacantha och familjen nyckelpigor. Inga underarter finns listade i Catalogue of Life.